# She Done Him Wrong
She Done Him Wrong er en amerikansk romantisk komediefilm fra 1933, instrueret af Lowell Sherman og produceret af Paramount Pictures. I hovedrollerne spiller Mae West og Cary Grant. Filmen handler om en løssluppen kvinde i 1890'erne. Manuskriptet er skrevet af Mae West, Harvey F. Thew og John Bright, baseret på Wests skuespil Diamond Lil fra 1928.
Filmen var kontroversiel da den blev udgivet og blev forbudt i Australien, Java, Letland og Wien. Den blev alligevel en stor succes og blev nomineret til en Oscar for bedste film.

## Handling
Handlingen forgår i New York i 1890'erne. Sangerinden Lady Lou arbejder på sin kæreste, Gus Jordans bar. Han forsyner hende med diamanter, men uden at han ved det involverer hun sig alligevel stadig med nye mænd.
Uden at Lou ved det, er Gus involveret i en gruppe af falskmøntnere for at finansiere de mange diamantkøb. Han sender også unge kvinder til San Francisco for at blive lommetyve. To af hans samarbejdspartnere er russiske Rita og Serge Stanieff. Da en ung pige ved navn Sally prøver at begå selvmord i Gus' bar, lover han Lou at hjælpe hende, men sender hende i stedet afsted for at arbejde som lommetyv.
En menighed holder til i barens nabohus, og deres leder, kaptajn Cummings, skaber stadig problemer når han prøver at omvende bargæsterne. Lou bliver øjeblikkelig interesseret i Cummings, som, i modsætning til de fleste mænd, ikke viser særlig interessere ovenfor hende. Da Cummings menighed næsten bliver smidt ud fordi de ikke har mulighed for at betale lejen, køber Lou bygningen til dem uden Cummings ved det. Han mistænker alligevel at hun er ansvarlig.
Lous tidligere kæreste, Chick Clark, er en kriminel som afsoner en dom for at have prøvet at stjæle diamanter til hende. Da Lou besøger ham i fængslet forsikrer hun ham om at hun stadig er trofast som hun havde lovet. Chick truer med at dræbe hende hvis hun indleder et forhold til en anden mand.
Senere får Lou at vide at en meget dygtig politiefterforsker som kaldes Hauken arbejder for at afsløre Gus' kriminelle virksomhed. Der er imidlertid ingen som ved hvem Hauken er. Da Cummings dukker op for at spørge om Lou ved hvad der er sket med Sally, forsikrer hun ham om at det gør hun ikke.
I mellemtiden er Chick flygtet fra fængslet og opsøger Lou. Han kvæler hende næsten på grund af jalousi, men hun går til sidst med på at de to skal rejse væk sammen. Hun overtaler ham til at komme tilbage efter hun er færdig med sin næste sang. Lige derefter bliver Lou opsøgt af Rita som er ude af sig selv af jalousi efter at have fået at vide at Serge, som hun selv er forelsket i, har været Lous elsker. Et slagsmål bryder ud mellem de to kvinder og ved et uheld bliver Rita dræbt af Lou.
Da Lou fremfører sin sang, stormer politiet baren. Cummings afslører at det er ham der er Hauken og arresterer Gus, Serge og Chick. Lou bliver også arresteret, men Cummings placerer hende i vognen sammen med ham selv, i stedet for i fangevognen. Mens de sidder i vognen placerer han en diamantring på hendes venstre finger.

## Produktion
Teaterstykket Diamond Lil blev første gang opsat i påsken 1928 på Teller's Shubert Theatre i Brooklyn. Det handlede om en løssluppen kvinde i 1890'erne, og Mae West havde både skrevet manuskriptet og spillede hovedrollen. Den 9. april samme år blev Diamond Lil flyttet til Royale Theatre på Manhattan. Teaterstykket blev en stor succes, og West turnerede med det i flere amerikanske storbyer de næste par år.
I januar 1930 overvejede produktionslederen i Universal Pictures, Carl Laemmle jr., at købe filmrettighederne til Diamond Lil, og muligvis også ansætte West som en af deres manuskriptforfattere, men valgte ikke at gennemføre det efter råd fra Jason Joy, lederen for Motion Picture Producers and Distributors of Americas Studio Relations Committee. Universal forsøgte igen i april samme år, og sendte forespørgsel til MPPDAs hovedkontor i New York om at købe filmrettighederne til tre af Wests teaterstykker, Diamond Lil, Sex og Pleasure Man. Også denne gang var svaret negativt. Ikke længe efter blev alle tre teaterstykker inkluderet på MPPDAs forbudsliste.
I 1932 fik West filmkontrakt hos Paramount Pictures og havde sin filmdebut i Nat efter nat samme år. Da filmselskabet tilbød hende 100.000 dollar for endnu en film, insisterede hun på at filmatisere Diamond Lil. Paramount havde store økonomiske problemer og besluttede sig for at tage chansen med denne film. I et forsøg på at undslippe MPPDA blev titlen ændret. Paramount annoncerede at Wests nyeste film var Ruby Red. John Bright fik til opgave at arbejde med filmens nye manuskript. Han var ikke imponeret over Diamond Lil, som han mente var "et skrøbelig, forældet og absurd drama". Bright ønskede at gøre filmen til en kriminalfilm, men West kunne ikke lide hans idé og var til sidst i stand til at få filmselskabet på sin side. Til sidst blev Bright erstattet af Harvey Thew.
Da James Wingate, den nye leder for SRC, fik manuskriptet til Ruby Red 10. november, indså han at det var en filmatisering af Diamond Lil. Den 23. november, to dage før indspilningen skulle starte, kontaktede Will H. Hays, lederen for MPPDA, Adolph Zukor, lederen for Paramount, for at standse produktionen. Den 28. november fik Paramount alligevel tilladelse til at filmatisere Diamond Lil, hvis visse krav blev opfyldt. Det vigtigste var at filmen ikke skulle have nogen klar tilknytning til teaterstykket. Filmen fik derfor titlen She Done Him Wrong og rollefiguren Diamond Lil blev omdøbt til Lady Lou. Derudover krævede MPPDA at Lady Lou ikke skulle fremstilles som om hun var nogens elskerinde, den mandlige hovedpersonen, kaptajn Cummings, skulle ikke have nogen tilknytning til Frelsens Hær, samt at referencerne til hvid slavehandel skulle fjernes. Dette blev løst ved at kaptajn Cummings tilhørte en uidentificeret menighed og hvid slavehandel blev erstattet med pengeforfalskning. Da der kom krav om at lady Lous fortid måtte tones ned, skabte West en tjenestepigefigur som kendte til hendes tidligere liv, så de kunne diskutere det med skjulte referencer. Wingate rådede Paramount til at fokusere på de komiske elementer i historien, samt at overdrive skikke fra 1890'erne, for at undgå at filmen fremstod som realistisk. Nationaliteten til den kvindelige skurk i filmen, Rita, blev ændret fra brasiliansk til russisk, da der var et dårligt marked for amerikanske filme i Sovjetunionen.
She Done Him Wrong havde et budget på 200.000 dollar, hvor over halvdelen gik til West, og blev færdigindspillet på 18 dage. Den 9. januar 1933 blev filmen forhåndsvist for censurmyndighederne, filmkritikere og publikum. Wingate godkendte filmen, hvis nogen ændringer i slutningen blev gennemført. Han forventede imidlertid at den kom til at skabe reaktioner og var selv skeptisk til om "denne type film kommer til at være gode for branchen".

## Udgivelse
Den 9. februar 1933 havde filmen premiere på Manhattan. Nogen uger senere beordrede Will H. Hays at den kontroversielle sang «A Guy What Takes His Time» skulle censureres fra alle filmruller i USA og Canada, sådan at kun åbnings- og afslutningsverset fortsat var inkluderet. Enkelte lokale censurkontorer nøjedes med at censurerede en række replikker, men filmen blev forbudt i Atlanta, Finland, Østrig og Australia. Efter premieren skrev Sidney Kent, lederen for Fox Film Corporation, et protestbrev til Hays, hvor han stillede sig uforstående over at filmen, som efter hans mening var værre end Rødhåret Kvinde, var blevet godkendt af censurmyndighederne. Til trods for kontroverserne var der stor interesse fra publikum for at se filmen. Få uger efter premieren meldte aviser at den havde sat rekorder i over 30 amerikanske byer. Efter tre måneder havde filmen tjent mere end to millioner dollar.

### Anmeldelser
Variety kunne lide filmen og mente at forskellene mellem teaterstykket og filmen i det store og hele var små. Anmelderen roste Shermans instruktion, som fokuserede på det ironiske og forhindrede at West gik over stregen. Derudover mente anmelderen at alle de øvrige skuespillere endte fuldstændig i skyggen af West. Andre Sennwald i The New York Times var generelt set enig i dette og mente at West leverede en "meget morsom" rolletolkning. Filmen blev kåret til en af årets 10 bedste film af The Film Daily og en af årets bedste film af The New York Times.
Filmen blev nomineret til en Oscar for bedste film i 1934.